# Municipio de Keene (Ohio)
El municipio de Keene (en inglés: Keene Township) es un municipio ubicado en el condado de Coshocton en el estado estadounidense de Ohio. En el año 2010 tenía una población de 1690 habitantes y una densidad poblacional de 27,22 personas por km².

## Geografía
El municipio de Keene se encuentra ubicado en las coordenadas 40°20′3″N 81°51′10″O / 40.33417, -81.85278. Según la Oficina del Censo de los Estados Unidos, el municipio tiene una superficie total de 62.09 km², de la cual 61,95 km² corresponden a tierra firme y (0,23 %) 0,15 km² es agua.

## Demografía
Según el censo de 2010, había 1690 personas residiendo en el municipio de Keene. La densidad de población era de 27,22 hab./km². De los 1690 habitantes, el municipio de Keene estaba compuesto por el 98,58 % blancos, el 0,71 % eran afroamericanos, el 0,12 % eran amerindios, el 0,24 % eran asiáticos, el 0,06 % eran de otras razas y el 0,3 % eran de una mezcla de razas. Del total de la población el 0,24 % eran hispanos o latinos de cualquier raza.